# Pavelló Municipal Girona-Fontajau
El Pavelló Municipal Girona-Fontajau és una instal·lació esportiva de Girona. Va ser construït entre el 1991 i el 1993, i fou inaugurat el dia 4 de setembre del 1993. Està estructurat en dos nivells, un per al públic (nivell alt) i un altre d'ús restringit als esportistes (nivell baix), amb entrades diferenciades. La seva capacitat és de 5.500 espectadors, i si s'ocupa la pista es pot arribar als 5.774. És una obra de Bonell i Gil Arquitectes, inclosa a l'Inventari del Patrimoni Arquitectònic de Catalunya.

## Descripció
Considerat com un dels equipaments esportius més importants de la ciutat, el Pavelló Municipal d'Esports Girona-Fontajau es troba en una zona esportiva i de lleure de nova creació, situada als límits de la ciutat. El projecte assumeix el rol de factor organitzador de la futura zona.
Disposa d'una pista principal de 40 x 20 metres. Té també una graderia amb capacitat per a 5.500 espectadors i una pista auxiliar de 33 x 19 metres, una sala d'activitats dirigides i una de musculació i diversos vestuaris col·lectius i un altre per a tècnics i àrbitres. No podem oblidar la sala de premsa, reunions, farmaciola i oficines. Les grades tenen forma de ferradura, el que permetria la disposició d'un eventual escenari. Les escales d'evacuació es troben als laterals i condueixen directament als aparcaments.
La sensació general de l'espai és de gran confort gràcies al sistema de coberta industrial amb una gran senzillesa geomètrica. Aquesta sensació s'implementa amb l'entrada de llum natural, el control acústic i la disposició de la llum artificial.
Com que el terreny té desnivell, el conjunt es distribueix en dues plantes la superior de les quals és per a l'ús dels espectadors, i la inferior és d'accés exclusiu per als esportistes. Consta de dues portes d'entrada una a la façana nord-oest i l'altre a la sud-est. Tot i això, sembla que té més importància la que dona al futur parc esportiu.
Destaca la claredat conceptual del projecte així com la seva forma compacte. L'edifici és sensible a l'entorn en el qual es disposa.

## Història
A principis de la temporada 2005/06 es van canviar els marcadors laterals, els marcadors de 24 segons i les tanques publicitàries, que van passar de ser estàtiques a electròniques. El canvi més gran va ser, però, la instal·lació d'un gran videomarcador patrocinat per l'empresa Akasvayu, que va costar uns 800.000 euros. Aquest videomarcador, actualment en desús, té quatre pantalles de 8 metres quadrats i va ser construït per l'empresa Odeco. L'agost del 2005 es va haver de canviar el parquet a causa d'una pedregada que va caure a Girona.
El pavelló també compta amb un gimnàs i una pista auxiliar de parquet.
Fins al juny de 2008 es varen disputar els partits del Club Bàsquet Girona, tant de l'equip sènior com els dels equips de base. Actualment, l'Uni Girona Club de Bàsquet és l'equip que utilitza aquest complex esportiu en els partits de la Lliga Femenina de bàsquet i de les competicions europees en què participa: Euroleague Women i Eurocup Women. També hi juguen i entrenen els seus equips de base.
D'altra banda, també hi tenen lloc altres esdeveniments esportius tals com trial indoor o partits de tennis, així com espectacles culturals (concerts musicals).